# Esteban Pérez Spatazza
Esteban Daniel Pérez Spatazza (Rosario, 26 marzo 1966) è un ex cestista argentino.

## Carriera
Con l'Argentina ha disputato i Giochi olimpici di Atlanta 1996, i Campionati mondiali del 1994 e quattro edizioni dei Campionati americani (1988, 1992, 1993, 1995).